# 地方自治法
地方自治法（ちほうじちほう、昭和22年法律第67号）は、地方自治に関する日本の法律である。略称は、地自法（ちじほう）である。
2001年（平成13年）の中央省庁再編に伴い、所管官庁はそれまでの自治省から総務省に変更された。

## 主務官庁
- 総務省自治行政局行政課

## 概説
日本国憲法第92条に基づき、地方自治法1条を目的とする法律である。
昭和憲法施行直前の1947年（昭和22年）4月17日に公布され、同年5月3日、施行と同時に国会法や内閣法などの関係法規とともに施行された。これに伴い、東京都制、道府県制、市制及町村制が廃止され、地方自治法施行の時点で日本国の行政権が及ぶ区域にある、都道府県、市町村は地方自治法による地方自治体となった。
地方自治法施行時点でアメリカ合衆国の行政権下にあり、日本国の行政権が及ばなかった区域においては、それぞれ本土復帰の際に順次地方自治法の適用が行われた。
北緯30度以南北緯29度以北のトカラ列島にはポツダム命令である「昭和二十六年十二月五日附連合国最高司令官覚書｢若干の外かく地域の日本からの政治上及び行政上の分離に関する件｣に伴う鹿兒島県大島郡十島村に関する暫定措置に関する政令」（昭和26年政令第360号）の委任命令である「 鹿兒島県大島郡十島村に関する地方自治法の適用及びこれに伴う経過措置に関する政令」（昭和27年政令第13号）により1952年2月10日より適用され、北緯30度以南（口之島を含む）北緯29度以北の区域を以て新たに地方自治法による「十島村」が設置された。
鹿児島県の奄美群島の各市町村は「奄美群島の復帰に伴う法令の適用の暫定措置等に関する法律」（昭和28年法律第267号）により1953年12月25日より適用、東京都小笠原村は「小笠原諸島の復帰に伴う法令の適用の暫定措置等に関する法律」（昭和43年法律第83号）により1968年6月26日より適用されたほか、1972年5月15日、沖縄の本土復帰の際、「沖縄の復帰に伴う特別措置に関する法律」（昭和46年法律第129号）の以下の規定により、沖縄県は「当然に地方自治法に定める県として存続する」ことが定められ、沖縄県の各市町村についても地方自治法が適用された。
また、八郎潟を干拓して造った土地において、「大規模な公有水面の埋立てに伴う村の設置に係る地方自治法等の特例に関する法律」の規定による地方自治法の特例として、1964年10月1日に新設自治体「大潟村」が設置されている。
1999年7月には地方分権改革を目指した大がかかりな改正（2000年4月1日施行）が行われ、この改正地方自治法を「新地方自治法」（松下圭一）と呼ぶこともある。この改正によって機関委任事務は廃止され、国と地方の関係は「上下・主従」の関係から「対等・協力」の関係へと変わった。

## 構成

### 第1編 総則（第1条 - 第4条の2）
- 第1条（目的）
- 第1条の2（地方公共団体の役割）
- 第1条の3（地方公共団体の種類）
普通地方公共団体及び特別地方公共団体とする。（第1項）
普通地方公共団体は、都道府県及び市町村とする。（第2項）
特別地方公共団体は、特別区、地方公共団体の組合及び財産区とする。（第3項）
- 第2条（市町村、都道府県、自治事務、法定受託事務、基本原則）
- 第3条（地方公共団体の名称）
- 第4条（地方公共団体の事務所）
- 第4条の2 （休日）

### 第2編 普通地方公共団体

#### 第1章 通則（第5条〜第9条の5）
- 第5条（普通地方公共団体の区域）
- 第6条（都道府県の廃置分合、境界変更）
- 第6条の2（都道府県の廃置分合の特例）
- 第7条（市町村の廃置分合）
- 第7条の2（従来地方公共団体の区域に属しなかった地域の編入）
- 第8条（市及び町の基準、市、町又は村とする処分）
- 第8条の2（都道府県による市町村の廃置分合等に関する勧告）
- 第9条（市町村の境界に関して争論がある場合の対応）
- 第9条の2（市町村の境界が判明でない場合、争論がない場合の対応）
- 第9条の3（公有水面に関する市町村の境界変更）
- 第9条の4（公有水面の埋立てが行われる場合における措置）
- 第9条の5（市町村の区域にあらたな土地が生じた場合の対応）

#### 第2章 住民（第10条〜第13条の2）
- 第10条（住民とその権利と義務）
- 第11条（住民の選挙権）
- 第12条（住民の条例制定・改廃請求権、監査請求権）
- 第13条（住民の議会解散請求権、議員・長らの解職請求権）
- 第13条の2 （住民基本台帳）

#### 第3章 条例及び規則（第14条〜第16条）
- 第14条 （条例）
- 第15条 （規則）
- 第16条 （条例に関する議決の送付、条例の公布・施行・署名等、規則の施行・署名等）

#### 第4章 選挙（第17条〜第19条）
- 第17条（選挙）
- 第18条（議員及び長に関する選挙権）
- 第19条（議員及び長に関する被選挙権）

#### 第5章 直接請求（第74条〜第88条）
- 第1節 条例の制定及び監査の請求
  - 第74条（条例の制定又は改廃の請求権等）
  - 第74条の2（条例の制定等の請求者に関する署名簿、証明等）
  - 第74条の3（条例の制定等の請求者の署名に関する無効等）
  - 第74条の4（条例の制定等の請求者の署名に関する罰則）
  - 第75条（監査の請求とその処置）
- 第2節 解散および解職の請求（第76条〜第88条）

#### 第6章議会（第89条〜第138条）
- 第1節　組織
  - 第89条（議会）
  - 第90条（都道府県議会の議員定数）
  - 第91条（市町村議会の議員定数）
  - 第92条（議員の兼職禁止）
  - 第92条の2（議員の当該地方公共団体への請負等の制限）
  - 第93条（議員の任期）
  - 第94条（町村総会）
  - 第95条（準用）
- 第2節　権限
  - 第96条（議会の権限）
  - 第97条（議会の権限に関する選挙、予算の増額に関する議決）
  - 第98条（議会の地方公共団体の事務に関する検閲権、検査権、監査請求権等）
  - 第99条（議会による国会及び関係行政庁への意見書提出権）
  - 第100条（議会による調査権等・刊行物の送付・図書室の設置等）
    - 百条委員会
    - 政務調査費（第13項）

  - 第100条の2（有識者による専門的事項の調査）
- 第3節　招集及び会期
  - 第101条（議会の招集）
  - 第102条（定例会及び臨時会）
- 第4節　議長及び副議長
  - 第103条（議長及び副議長）
  - 第104条（議長の権限及び地位）
  - 第105条（議長の委員会への出席及び発言権）
  - 第105条の2（議会が訴訟の被告となった場合等における議長の代表としての地位）
  - 第106条（議長を欠いたときの職務代理、仮議長）
  - 第107条（議長等の選挙の際に議長の職務を行う者がいない場合の取り扱い）
  - 第108条（議長・副議長の辞職）
- 第5節　委員会
  - 第109条（常任委員会）
  - 第109条の2（議会運営委員会）
  - 第110条（特別委員会）
  - 第111条（委員会に関する規定）
- 第6節　会議
  - 第112条（議員の議案提出権等）
  - 第113条（会議開催の要件）
  - 第114条（議員による会議開催請求権、開催の義務）
  - 第115条（議会の公開の原則、秘密会）
  - 第115条の2（議案の修正動議）
  - 第116条（議事の採決）
  - 第117条（議員の除斥事由）
  - 第118条（議会の選挙に関する規定）
  - 第119条（未議決事件の後の議会への不継続）
  - 第120条（会議規則）
  - 第121条（執行機関の長等の議会への出席義務）
  - 第122条（長による議会への説明書提出義務）
  - 第123条（会議録）
- 第7節　請願
  - 第124条（請願の際の請願書提出義務）
  - 第125条（議会による執行機関の長等に対する請願書の送付等）
- 第8節　議員の辞職及び資格の決定
  - 第126条（議員の辞職）
  - 第127条（議員の失職並びに議会の決定等）
  - 第128条（議員の失職に関する解除条件）
- 第9節　紀律
  - 第129条（規則違反等のある議員に対する措置）
  - 第130条（妨害等を行う傍聴人に対する措置）
  - 第131条（妨害等がある場合における議員の議長に対する注意喚起）
  - 第132条（会議又は委員会における無礼及び他人の私生活に関する議論の禁止）
  - 第133条（会議又は委員会において侮辱があった場合の処分請求）
- 第10節　懲罰
  - 第134条（議員に対する懲罰）
  - 第135条（懲罰の内容、発議要件、除名の成立要件）
  - 第136条（懲罰された議員が再当選した場合における拒否の不可）
  - 第137条（懲罰が可能な場合）
- 第11節　議会の事務局及び事務局長、書記長、書記その他の職員
  - 第138条（議会の事務局及び事務局長、書記長、書記その他の職員）

#### 第7章 執行機関（第138条の2～第202条の9）
- 第1節 通則
  - 第138条の2（事務を誠実に管理し執行する義務）
  - 第138条の3（執行機関の組織、連絡や調整等の義務）
  - 第138条の4（委員会等、委員会等の規則等）
- 第2節 普通地方公共団体の長
  - 第1款 地位
    - 第139条（知事、市町村長）
    - 第140条（長の任期）
    - 第141条（長の兼職禁止）
    - 第142条（長による当該普通地方公共団体の請負等の禁止）
    - 第143条（長が被選挙権を有しなくなった場合）
    - 第144条（長の失職に関する停止）
    - 第145条（長の退職）
    - 第146条　※削除

  - 第2款 権限
    - 第147条（長の地位）
    - 第148条（長による事務の管理及び執行権）
    - 第149条（長の事務の概要）
    - 第150条～第151条　※削除
    - 第152条（長の職務代理）
    - 第153条（長の事務の委任、代理）
    - 第154条（長の補助機関の職員に対する指揮監督権）
    - 第154条の2（長の管理下の処分に法令違反があった場合における長の取消権等）
    - 第155条（支庁、地方事務所、支所又は出張所）
    - 第156条（保健所、警察署等の設置）
    - 第157条（区域内の公共的団体等に対する長の指揮監督権）
    - 第158条（事務分掌、内部組織の編成）
    - 第159条（長の事務の引継ぎ）
    - 第160条　※削除

  - 第3款 補助機関
    - 第161条（副知事、副市町村長の設置及び定数）
    - 第162条（副知事、副市町村長の選任）
    - 第163条（副知事、副市町村長の任期、解職）
    - 第164条（副知事、副市町村長の就任要件及び失職）
    - 第165条（副知事、副市町村長の退職）
    - 第166条（副知事、副市町村長の兼職禁止、兼職禁止等に関する長の規定の準用等）
    - 第167条（副知事、副市町村長の職務の内容、権限、長より事務委任があった場合に必要な措置）
    - 第168条（会計管理者）
    - 第169条（会計管理者の除斥事由）
    - 第170条（会計管理者の事務の概要、会計管理者に事故があった場合の措置）
    - 第171条（出納員その他の会計職員等）
    - 第172条（職員、長による職員の任免権、職員定数、地方公務員法）
    - 第173条　※削除
    - 第174条（専門委員）
    - 第175条（支庁、地方事務所等の長）

  - 第4款 議会との関係
    - 第176条（議会による条例制定等や予算の議決に対する長による再議）
    - 第177条（議会の議決の内容に収入又は支出に関し執行できないものがある場合における長による再議の義務）
    - 第178条（長に対する不信任、議会の解散、長の失職）
    - 第179条（議会不成立、議会招集の暇がない等の場合における専決処分）
    - 第180条（軽易な事項に関する専決処分）

  - 第5款 他の執行機関との関係
    - 第180条の2（長の事務の委員会等への委任、補助執行）
    - 第180条の3（長の職員と委員会等の職員との兼職、従事等）
    - 第180条の4（長による委員会等の職員の定数又は身分取扱に関する勧告）
- 第3節 委員会および委員
  - 第1款 通則
    - 第180条の5（置かれるべき委員会、組織、委員の就任の制限等）
    - 第180条の6（委員の権限の制限）
    - 第180条の7（委員の事務に関する長の補助機関の職員への委任等）

  - 第2款 教育委員会
    - 第180条の8（教育委員会の職務内容）

  - 第3款 公安委員会
    - 第180条の9（公安委員会、職員）

  - 第4款 選挙管理委員会
    - 第181条（選挙管理委員会、委員定数）
    - 第182条（選挙管理委員会の委員の選挙等）
    - 第183条（選挙管理委員会の委員の任期）
    - 第184条（選挙管理委員会の委員の失職）
    - 第184条の2（選挙管理委員会の委員の罷免）
    - 第185条（選挙管理委員会の委員の退職）
    - 第185条の2（選挙管理委員会の委員の守秘義務）
    - 第186条（選挙管理委員会の事務の管理）
    - 第187条（選挙管理委員会の委員長の選挙、地位、職務代理）
    - 第188条（選挙管理委員会の招集）
    - 第189条（選挙管理委員会の会議）
    - 第190条（選挙管理委員会の採決）
    - 第191条（選挙管理委員会の書記長、書記その他職員）
    - 第192条（訴訟提起された場合における選挙管理委員会の地位）
    - 第193条（議員や他の委員会の委員に関する兼業禁止等の規定の準用）
    - 第194条（選挙管理委員会の必要事項に関する委員会による規定）

  - 第5款 監査委員
    - 第195条（監査委員とその定数）
    - 第196条（監査委員の選任、方法）
    - 第197条（監査委員の任期）
    - 第197条の2（監査委員の罷免）
    - 第198条（監査委員の退職）
    - 第198条の2（監査委員の就任に関する除斥事由）
    - 第198条の3（監査委員のあるべき態度、守秘義務）
    - 第199条（監査委員による監査）
    - 第199条の2（監査委員の監査に関する除斥事由）
    - 第199条の3（代表監査委員）
    - 第200条（監査委員事務局、書記長、書記等）
    - 第201条（議員や他の委員会の委員に関する兼業禁止等の規定の準用）
    - 第202条（監査委員の必要事項に関する条例による規定）

  - 第6款 人事委員会、公平委員会、労働委員会、農業委員会その他の委員会
    - 第202条の2（人事委員会、公平委員会、労働委員会、農業委員会、収用委員会）

  - 第7款 附属機関
    - 第202条の3（附属機関）
- 第4節 地域自治区
  - 第202条の4（地域自治区の設置）
  - 第202条の5（地域協議会の設置及び構成員）
  - 第202条の6（地域協議会の会長及び副会長）
  - 第202条の7（地域協議会の権限）
  - 第202条の8（地域協議会の組織及び運営）
  - 第202条の9（政令への委任）

#### 第8章給与その他の給付（第203条～第207条）
- 第203条（議員報酬、議員の費用弁償及び期末手当）
- 第203条の2（非常勤の委員会の委員等への報酬、費用弁償）
- 第204条（長、常勤の職員、常勤の委員等、短期間勤務職員への給料及び旅費、職員への手当）
- 第204条の2（法律又は条例に基づかない給与その他の給付の支給の禁止）
- 第205条（退職年金、退職一時金）
- 第206条（給与その他給付に関する不服申立て）
- 第207条（普通地方公共団体による費用弁償の義務）

#### 第9章財務（第208条～第243条の5）
- 第1節 会計年度及び会計の区分
  - 第208条（会計年度及びその独立の原則）
  - 第209条（会計の区分）
- 第2節 予算
  - 第210条（総計予算主義の原則）
  - 第211条（予算の調製及び議決）
  - 第212条（継続費）
  - 第213条（繰越明許費）
  - 第214条（債務負担行為）
  - 第215条（予算の内容）
  - 第216条（歳入歳出予算の区分）
  - 第217条（予備費）
  - 第218条（補正予算、暫定予算等）
  - 第219条（予算の送付、報告及び公表）
  - 第220条（予算の執行及び事故繰越し）
  - 第221条（予算の執行に関する長の調査権等）
  - 第222条（予算を伴う条例、規則等についての制限）
- 第3節 収入
  - 第223条（地方税）
  - 第224条（分担金）
  - 第225条（使用料）
  - 第226条（旧慣使用の使用料及び加入金）
  - 第227条（手数料）
  - 第228条（分担金等に関する規制及び罰則）
  - 第229条（分担金等の徴収に関する処分についての不服申立て）
  - 第230条（地方債）
  - 第231条（歳入の収入の方法）
  - 第231条の2（証紙による収入の方法等）
  - 第231条の3（督促、滞納処分等）
- 第4節 支出
  - 第232条（経費の支弁等）
  - 第232条の2（寄附又は補助）
  - 第232条の3（支出負担行為）
  - 第232条の4（支出の方法）
  - 第232条の5（支出の方法）
  - 第232条の6（小切手の振出し及び公金振替書の交付）
- 第5節 決算
  - 第233条（決算）
  - 第233条の2（歳計剰余金の処分）
- 第6節 契約
  - 第234条（契約の締結）
  - 第234条の2（契約の履行の確保）
  - 第234条の3（長期継続契約）
- 第7節 現金及び有価証券
  - 第235条（金融機関の指定）
  - 第235条の2（現金出納の検査及び公金の収納等の監査）
  - 第235条の3（一時借入金）
  - 第235条の4（現金及び有価証券の保管）
  - 第235条の5（出納の閉鎖）
- 第8節 時効
  - 第236条（金銭債権の消滅時効）

普通地方公共団体にとっての金銭債権も金銭債務も、5年の消滅時効（第1項）。
法律に特別の定めがない限り、時効の援用は不要で、時効の放棄はできない（第2項）。
消滅時効の中断、停止その他の事項につき、適用すべき法律がないときは民法の規定を準用（第3項）。
普通地方公共団体の行う納入通知と督促は、民法第153条の規定にかかわらず、時効中断の効力を有する（第4項）。
- 第9節 財産
  - 第237条（財産の管理及び処分）
  - 第1款 公有財産
    - 第238条（公有財産の範囲及び分類）
    - 第238条の2（公有財産に関する長の総合調整権）
    - 第238条の3（職員の行為の制限）
    - 第238条の4（行政財産の管理及び処分）
    - 第238条の5（普通財産の管理及び処分）
    - 第238条の6（旧慣による公有財産の使用）
    - 第238条の7（行政財産を使用する権利に関する処分についての不服申立て）

  - 第2款 物品 
    - 第239条（物品）

  - 第3款 債権
    - 第240条（債権）

  - 第4款 基金
    - 第241条（基金）
- 第10節 住民による監査請求および訴訟
  - 第242条（住民監査請求）
  - 第242条の2（住民訴訟）
  - 第242条の3（訴訟の提起）
- 第11節 雑則
  - 第243条（私人の公金取扱いの制限）
  - 第243条の2（職員の賠償責任）
  - 第243条の3（財政状況の公表等）
  - 第243条の4（普通地方公共団体の財政の運営に関する事項等）
  - 第243条の5（政令への委任）

#### 第10章 公の施設（第244条～第244条の4）
- 第244条（公の施設）
- 第244条の2（公の施設の設置、管理および廃止） 
  - 必要があると認めるときは、条例の定めにより指定管理者に管理を行わせることができる。（第3項）
- 第244条の3（公の施設の区域外設置及び他の団体の公の施設の利用）
- 第244条の4（公の施設を利用する権利に関する処分についての不服申立て）

#### 第11章 国と普通地方公共団体との関係及び普通地方公共団体相互間の関係（第245条～第252条の18の2）
- 第1節 普通地方公共団体に対する国又は都道府県の関与等
  - 第1款 普通地方公共団体に対する国又は都道府県の関与等
    - 第245条（関与の意義）
    - 第245条の2（関与の法定主義）
    - 第245条の3（関与の基本原則）
    - 第245条の4（技術的な助言及び勧告並びに資料の提出の要求）
    - 第245条の5（是正の要求）
    - 第245条の6（是正の勧告）
    - 第245条の7（是正の指示）
    - 第245条の8（代執行等）
    - 第245条の9（処理基準）

  - 第2款 普通地方公共団体に対する国又は都道府県の関与等の手続
    - 第246条（普通地方公共団体に対する国又は都道府県の関与の手続の適用）
    - 第247条（助言等の方式等）
    - 第248条（資料の提出の要求等の方式）
    - 第249条（是正の要求等の方式）
    - 第250条（協議の方式）
    - 第250条の2（許認可等の基準）
    - 第250条の3（許認可等の標準処理期間）
    - 第250条の4（許認可等の取消し等の方式）
    - 第250条の5（届出）
    - 第250条の6（国の行政機関が自治事務と同一の事務を自らの権限に属する事務として処理する場合の方式）
- 第2節 国と普通地方公共団体との間並びに普通地方公共団体相互間及び普通地方公共団体の機関相互間の紛争処理 
  - 第1款 国地方係争処理委員会
    - 第250条の7（設置及び権限）
    - 第250条の8（組織）
    - 第250条の9（委員）
    - 第250条の10（委員長）
    - 第250条の11（会議）
    - 第250条の12（政令への委任）

  - 第2款 国地方係争処理委員会による審査の手続 
    - 第250条の13（国の関与に関する審査の申出）
    - 第250条の14（審査及び勧告）
    - 第250条の15（関係行政機関の参加）
    - 第250条の16（証拠調べ）
    - 第250条の17（国の関与に関する審査の申出の取下げ）
    - 第250条の18（国の行政庁の措置等）
    - 第250条の19（調停）
    - 第250条の20（政令への委任）

  - 第3款 自治紛争処理委員
    - 第251条（自治紛争処理委員）

  - 第4款 自治紛争処理委員による調停及び審査の手続 
    - 第251条の2（調停）
    - 第251条の3（審査及び勧告）
    - 第251条の4（政令への委任）

  - 第5款 普通地方公共団体に対する国又は都道府県の関与に関する訴え 
    - 第251条の5（国の関与に関する訴えの提起）
    - 第251条の6（都道府県の関与に関する訴えの提起）
    - 第251条の7（普通地方公共団体の不作為に関する国の訴えの提起）
    - 第252条（市町村の不作為に関する都道府県の訴えの提起）
- 第3節 普通地方公共団体相互間の協力 
  - 第1款 連携協約
    - 第252条の2（連携協約）

  - 第2款 協議会 
    - 第252条の2の2（協議会の設置）
    - 第252条の3（協議会の組織）
    - 第252条の4（協議会の規約）
    - 第252条の5（協議会の事務の管理及び執行の効力）
    - 第252条の6（協議会の組織の変更及び廃止）
    - 第252条の6の2（脱退による協議会の組織の変更及び廃止の特例）

  - 第3款 機関等の共同設置 
    - 第252条の7（機関等の共同設置）
    - 第252条の7の2（脱退による機関等の共同設置の変更及び廃止の特例）
    - 第252条の8（機関の共同設置に関する規約）
    - 第252条の9（共同設置する機関の委員等の選任及び身分取扱い）
    - 第252条の10（共同設置する機関の委員等の解職請求）
    - 第252条の11（共同設置する機関の補助職員等）
    - 第252条の12（共同設置する機関に対する法令の適用）共同設置する機関の補助職員等）
    - 第252条の13（議会事務局等の共同設置に関する準用規定）

  - 第4款 事務の委託 
    - 第252条の14（事務の委託）
    - 第252条の15（事務の委託の規約）
    - 第252条の16（事務の委託の効果）

  - 第5款 事務の代替執行
    - 第252条の16の2（事務の代替執行）
    - 第252条の16の3（事務の代替執行の規約）
    - 第252条の16の4（代替執行事務の管理及び執行の効力）

  - 第6款 職員の派遣 
    - 第252条の17（職員の派遣）
- 第4節 条例による事務処理の特例 
  - 第252条の17の2（条例による事務処理の特例）
  - 第252条の17の3（条例による事務処理の特例の効果）
  - 第252条の17の4（是正の要求等の特則）
- 第5節 雑則
  - 第252条の17の5（組織及び運営の合理化に係る助言及び勧告並びに資料の提出の要求）
  - 第252条の17の6（財務に係る実地検査）
  - 第252条の17の7（市町村に関する調査）
  - 第252条の17の8（長の臨時代理者）
  - 第252条の17の9（臨時選挙管理委員）
  - 第252条の17の10（臨時選挙管理委員の給与）
  - 第252条の18（在職期間の通算）
  - 第252条の18の2（職員の退職手当の算定の基礎となる勤続期間の計算）

#### 第12章 大都市等に関する特例（第252条の19～第252条の26の7）
- 第1節 大都市に関する特例
  - 第252条の19（指定都市の権能）
  - 第252条の20（区の設置）
  - 第252条の21（政令への委任）
- 第2節 中核市に関する特例
  - 第252条の22（中核市の権能）
  - 第252条の23　※　削除
  - 第252条の24（中核市の指定に係る手続）
  - 第252条の25（政令への委任）
  - 第252条の26（指定都市の指定があつた場合の取扱い）
  - 第252条の26の2（中核市の指定に係る手続の特例）

#### 第13章外部監査契約に基づく監査（第252条の27～第252条の46）
- 第1節 通則 
  - 第252条の27（外部監査契約）
  - 第252条の28（外部監査契約を締結できる者）
  - 第252条の29（特定の事件についての監査の制限）
  - 第252条の30（監査の実施に伴う外部監査人と監査委員相互間の配慮）
  - 第252条の31（監査の実施に伴う外部監査人の義務）
  - 第252条の32（外部監査人の監査の事務の補助）
  - 第252条の33（外部監査人の監査への協力）
  - 第252条の34（議会による説明の要求又は意見の陳述）
  - 第252条の35（外部監査契約の解除）
- 第2節 包括外部監査契約に基づく監査 
  - 第252条の36（包括外部監査契約の締結）
  - 第252条の37（包括外部監査人の監査）
  - 第252条の38（包括外部監査人からの意見聴取、意見提出等）
- 第3節 個別外部監査契約に基づく監査 
  - 第252条の39（第七十五条の規定による監査の特例）
  - 第252条の40（第九十八条第二項の規定による監査の特例）
  - 第252条の41（第百九十九条第六項の規定による監査の特例）
  - 第252条の42（第百九十九条第七項の規定による監査の特例）
  - 第252条の43（住民監査請求等の特例）
  - 第252条の44（個別外部監査契約の解除）
- 第4節 雑則 
  - 第252条の45（一部事務組合等に関する特例）
  - 第252条の46（政令への委任）

#### 第14章 補則（第253条～第263条の3）
- 第253条（市町村に関する事件の権限に関する関係都道府県知事の協議）
- 第254条（人口の計算の根拠）
- 第255条（政令への委任）
- 第255条の2（行政不服審査法による審査請求）
- 第255条の3（過料）
- 第255条の4（都道府県知事への審決の申請）
- 第255条の5（審決）
- 第256条（市町村の境界確定、直接請求の署名簿の署名等の効力に関する争訟）
- 第257条（裁決に関する期間の厳守及び裁決がなかった場合の取扱い）
- 第258条（準用）
- 第259条（郡）
- 第260条（市町村の区域内の町又は字）
- 第260条の2（地縁による団体とその認可、位置付け、税制上の取扱い等）
- 第260条の3（認可地縁団体の規約）
- 第260条の4（認可地縁団体の財産目録及び構成員名簿）
- 第260条の5（認可地縁団体の代表）
- 第260条の6（認可地縁団体の代表の地位）
- 第260条の7（認可地縁団体の代表権の制限に関する対抗要件）
- 第260条の8（認可地縁団体の代表者による委任）
- 第260条の9（認可地縁団体の仮代表者の選任）
- 第260条の10（認可地縁団体の代表者の特別代理人の選任）
- 第260条の11（認可地縁団体の監事）
- 第260条の12（認可地縁団体の監事の職務）
- 第260条の13（認可地縁団体の通常総会の開催義務）
- 第260条の14（認可地縁団体の臨時総会）
- 第260条の15（認可地縁団体の総会の招集通知）
- 第260条の16（認可地縁団体の事務が総会の決議によることの原則）
- 第260条の17（認可地縁団体の総会にて決議できる事項に関する原則）
- 第260条の18（認可地縁団体の総会における表決）
- 第260条の19（認可地縁団体の総会における表決権の制限）
- 第260条の20（認可地縁団体の解散）
- 第260条の21（認可地縁団体の解散の要件）
- 第260条の22（認可地縁団体の破産手続開始）
- 第260条の23（解散した認可地縁団体の存続期間）
- 第260条の24（解散した認可地縁団体の清算人の選任）
- 第260条の25（解散した認可地縁団体の清算人の職権による選任）
- 第260条の26（解散した認可地縁団体の清算人の解任）
- 第260条の27（解散した認可地縁団体の清算人の職務）
- 第260条の28（解散した認可地縁団体の債権者に対する催告）
- 第260条の29（解散した認可地縁団体に対する債権者の請求範囲）
- 第260条の30（解散した解散した認可地縁団体に対する債権者の請求範囲）
- 第260条の31（解散した認可地縁団体の残余財産の帰属）
- 第260条の32（認可地縁団体の解散及び清算に対する裁判所の監督権）
- 第260条の33（解散した認可地縁団体の清算結了）
- 第260条の34（解散した認可地縁団体に関する排他管轄）
- 第260条の35（解散した認可地縁団体の清算人の選任の裁判に対する不服申立ての制限）
- 第260条の36（解散した認可地縁団体の清算人の報酬）
- 第260条の37（解散した認可地縁団体の検査役）
- 第260条の38（認可地縁団体の所有不動産に関する事項）
- 第260条の39（認可地縁団体の所有不動産に関する所有権保存・移転登記）
- 第260条の40（認可地縁団体の代表者又は清算人に対する過料）
- 第261条（地方自治特別法の制定手続きと住民投票）
- 第262条（公職選挙法の準用）
- 第263条（地方公営企業）
- 第263条の2（全国的な公益的法人との相互救済事業）
- 第263条の3（知事若しくは都道府県議会議長、市長若しくは市の議会の議長又は町村長若しくは町村の議会の議長による全国的連合組織）
  - 地方六団体の根拠条文。

### 第3編 特別地方公共団体（第281条～第297条）

#### 第1章
削除

#### 第2章 特別区（第281条～第283条）
- 第281条（特別区）
- 第281条の2（都と特別区との役割分担の原則）
- 第281条の3（特別区の廃置分合又は境界変更）
- 第281条の4（市町村の廃置分合又は境界変更を伴わない特別区の廃置分合等）
- 第281条の5（読替）
- 第281条の6（特別区の議会の議員の定数）
- 第281条の7（都と特別区及び特別区相互の間の調整）
- 第282条（特別区財政調整交付金）
- 第282条の2（都区協議会）
- 第283条（市に関する規定の適用）

#### 第3章 地方公共団体の組合（第284条～第293条の2）
- 第1節 総則
  - 第284条（組合の種類及び設置）
  - 第285条（複合的一部事務組合の設置）
  - 第285条の2（設置の勧告等）
- 第2節 一部事務組合
  - 第284条（組織、事務及び規約の変更）
  - 第286条の2（脱退による組織、事務及び規約の変更の特例）
  - 第287条（規約等）
  - 第287条の2（特例一部事務組合）
  - 第287条の3（議決事件の通知）
  - 第288条（解散）
  - 第289条（財産処分）
  - 第290条（議会の議決を要する協議）
  - 第291条（経費分賦に関する異議）
- 第3節 広域連合
  - 第291条の2（広域連合による事務の処理等）
  - 第291条の3（組織、事務及び規約の変更）
  - 第291条の4（規約等）
  - 第291条の5（議会の議員及び長の選挙）
  - 第291条の6（直接請求）
  - 第291条の7（広域計画）
  - 第291条の8（協議会）
  - 第291条の9（広域連合の分賦金）
  - 第291条の10（解散）
  - 第291条の11（議会の議決を要する協議）
  - 第291条の12（経費分賦等に関する異議）
  - 第291条の13（一部事務組合に関する規定の準用）
- 第4節 雑則 
  - 第292条（普通地方公共団体に関する規定の準用）
  - 第293条の8（数都道府県にわたる組合に関する特例）
  - 第293条の2（政令への委任）

#### 第4章 財産区（第294条～第297条）
- 第294条（財産区の意義及びその運営）
- 第295条（財産区の議会または総会の設置及びその権限）
- 第296条（財産区の議会または総会の組織）
- 第296条の2（議会の議員及び長の選挙）
- 第296条の3（財産区管理会の権能）
- 第296条の4（財産区管理会の運営等）
- 第296条の5（財産区運営の基本原理等）
- 第296条の6（財産区に係る関与及び裁定）
- 第297条（政令への委任）

#### 第5章
削除

### 第4編 補則（第298条～第299条）
- 第298条（事務の区分）
- 第299条（事務の区分）